# Тирадентес
«Тирадентес» (порт.-браз. Associação Esportiva Tiradentes) — бразильский футбольный клуб представляющий город Форталеза штата Сеара. В 2013 году клуб выступал в Серии D Бразилии.

## История

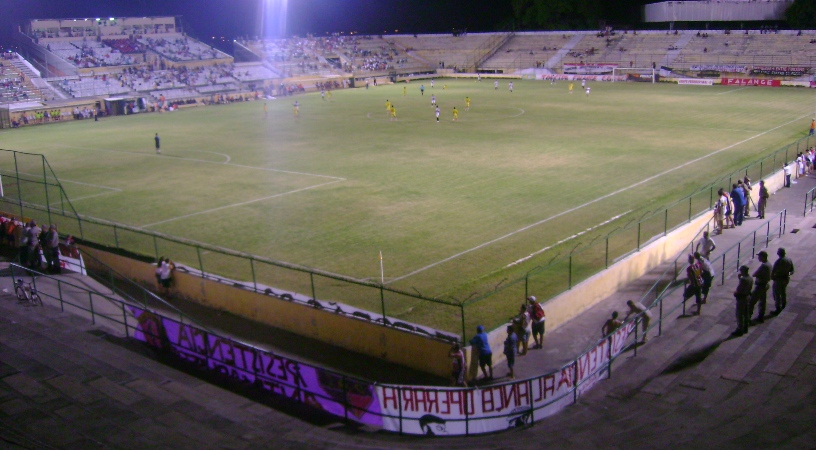
Стадион «Президент Варгас»

Клуб основан 15 сентября 1961 года, домашние матчи проводит на арене «Президент Варгас», вмещающей 20 268 зрителей. В чемпионате штата Сеара клуб побеждал 1 раз, в 1992 году. В 2013 году клуб дебютировал в Серии D чемпионата Бразилии и проиграв в 1/4 финала, занял итоговое 5-е место.

## Достижения
- Победитель Лиги Сеаренсе (1): 1992.